# Mir-Hossein Mousavi

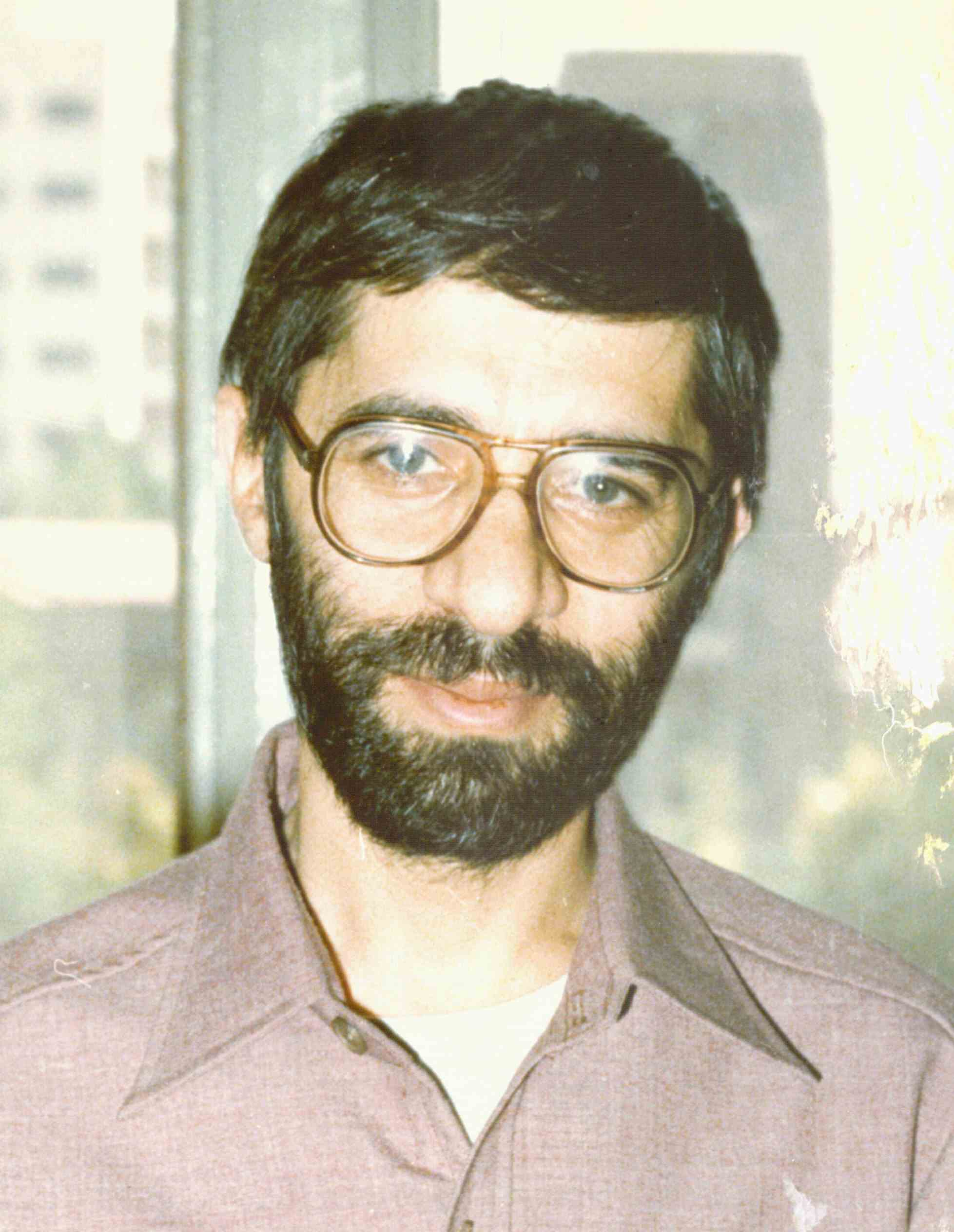
Mir-Hossein Mousavi 1981.

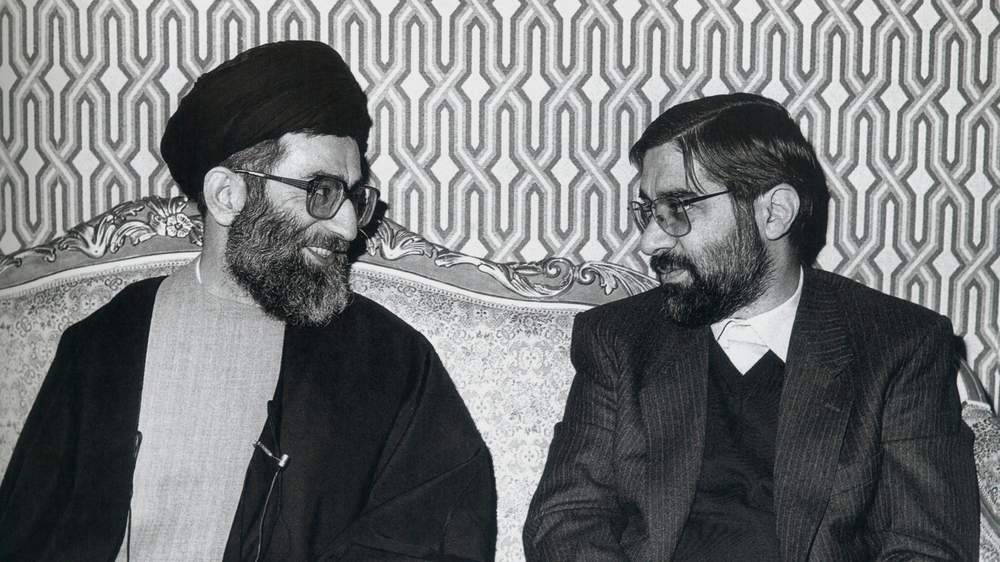
Ali Khamenei och Mir-Hossein Mousavi 1985.

Mir-Hossein Mousavi Khameneh (persiska: میرحسین موسوی خامنه), född 2 mars 1942 i Khameneh i provinsen Östazarbaijan, Iran, är en iransk reforminriktad islamistisk politiker, arkitekt och stadsplanerare, som var landets siste premiärminister. 
Mir-Hossein Mousavi är nära släkt med Irans högste ledare Ali Khamenei. Mousavi hade en aktiv roll i den islamiska revolutionen 1979. Han var under perioden 1981–1989 den femte och sista premiärministern i Iran, innan befattningen premiärminister försvann när konstitutionen ändrades 1989. Han var kandidat till presidentvalet 2009, men förlorade då den sittande presidenten Mahmoud Ahmadinejad förklarades omvald. Mousavi hävdade att valfusk förekommit, och omfattande protestdemonstrationer organiserades. Högste ledaren Ali Khamenei beordrade en omräkning av en mindre andel av rösterna, men valresultatet fastställdes till Ahmadinejads fördel.
Mousavi och hans fru Zahra Rahnavard samt Mehdi Karroubi (en annan presidentkandidat i valet 2009) sattes i husarrest i februari 2011 efter att de uppmanat sina anhängare att organisera demonstrationer till stöd för proteströrelserna i arabvärlden. Den 2 februari 2013 arresterades Mousavis två döttrar Zahra och Nargess Mousavi i sitt hem. De ska ha förhörts och sedan frigivits senare samma dag.

## Biografi

### Tidiga år
Mousavis politiska intresse tog sin början på 1960-talet då han hade nära relationer till Freedom Movement of Iran, ett religiöst-nationalistiskt parti grundat av bland andra Ali Shariati.
Mousavi tog examen som arkitekt vid Teherans universitet 1969, med traditionell iransk arkitektur som sin huvudinriktning.
Under studietiden var han aktiv i den islamiska studentföreningen Anjoman-e-Eslami.
År 1969 gifte sig Mousavi med Zahra Rahnavard, en vän från studietiden som specialiserade sig som skulptör, och var bland Ali Shariatis välkända studenter. Hon har också senare verkat som rådgivare till Irans förre president Mohammad Khatami.
Mousavi och hans fru hade en aktiv roll i den islamiska revolutionen. Han fängslades för att han organiserade gatuprotester mot Shah Mohammed Reza Pahlavis monarki. När revolutionen närmade sig blev han mer aktivt involverad i kampen. Snart var han i den inre kretsen nära Mohammad Beheshti som var en nära medarbetare till revolutionsledaren Ruhollah Khomeini.

### Utrikesminister och premiärminister
Shahen lämnade Iran i januari 1979, och i februari inleddes den sista fasen i revolutionen då Khomeini anlände till Teheran från sin exil i Frankrike.
Mousavi hjälpte Mohammad Behesti forma det islamistiska Islamiska Republikanska Partiet 1979, för att understödja etablerandet av den islamiska republiken och påskynda avvecklingen av monarkin. Mousavi blev partiets politiska sekreterare och även chefredaktör för dess officiella tidning Jomhouri-e Eslami. I rollen som chefredaktör var han en högljudd kritiker av Abolhassan Banisadr, den islamiska republikens första president.
Den 21 juni 1981 avsatte parlamentet Banisadr efter att denne hamnat i konflikt med både Khomeini och Beheshti. Den 24 juli valdes Mohammad Ali Rajai till ny president och den 15 augusti blev Mousavi utrikesminister under Rajais presidentskap.
I augusti 1981 dödades Rajai i ett attentat och i oktober valdes Ali Khamenei till Irans tredje president. Den 29 oktober 1981 blev Mousavi premiärminister under Khameneis presidentskap och var kvar i den befattningen till den 3 augusti 1989.
Omdömena om Mousavis insatser som premiärminister varierar. En del politiska analytiker har berömt hans sätt att sköta den iranska ekonomin och hans försök att skydda landet under det långa kriget mot Irak som pågick under nästan hela hans ämbetsperiod. De menar också att han gjorde stora ansträngningar för att bryta landets internationella isolering. Kritiker framhåller dock att Mousavi bär sin del av ansvaret för de allvarliga brott mot mänskliga rättigheter som begicks under perioden. Inför presidentvalet 2009 menade hans motståndare i det sekulära partiet Marze Por Gohar att han var en av dem som administrerade de omfattande avrättningarna av politiska fångar 1988, och att han saknar trovärdighet när han nu säger sig verka för mänskliga rättigheter. Även bland exiliranier och bland anhöriga till de avrättade anser många att han saknar demokratisk och moralisk trovärdighet.

### Presidentvalet 2009
Efter nästan 20 år av politisk tystnad tillkännagav Mousavi den 9 mars 2009 att han kandiderade till presidentvalet 2009. Han var en av de fyra kandidater som godkändes av Väktarrådet, som bara godkänner de kandidater vars program anses stämma överens med sharialagarna och den islamiska revolutionens ideal.
Mousavis uttalade målsättningar i valplattformen var att verka för social rättvisa, yttrandefrihet, att utrota korruptionen samt påskynda privatiseringen i ekonomin. Vidare ville han häva förbudet mot privat ägande av TV-stationer samt skapa möjligheter för ett ökat informationsflöde inom förvaltningen för att lättare kunna korrigera missförhållanden, till exempel vad gäller budgeten. Han sade sig också vilja stoppa Irans moralpolis samt stärka kvinnors rättigheter och jämställdheten mellan könen.
Beträffande utrikespolitik ville han minska spänningarna vilket inkluderar förhandlingar med USA:s president Barack Obama om "hans handlingar stämmer överens med hans ord". Han kritiserade också sin huvudmotståndare, den sittande presidenten Ahmadinejad, för hans sätt att behandla frågan om förintelsen av judarna. Mousavi fördömer dödandet av judar i Nazityskland medan Ahmadinejads ståndpunkt ofta gett ett helt annat intryck. När det gäller Irans kontroversiella kärnkraftsprogram framhöll Mousavi Irans rätt att använda kärnkraft för civila ändamål.